# Stenocarpella maydis
Stenocarpella maydis är en svampart som först beskrevs av Miles Joseph Berkeley, och fick sitt nu gällande namn av B. Sutton 1980. Stenocarpella maydis ingår i släktet Stenocarpella, ordningen Diaporthales, klassen Sordariomycetes, divisionen sporsäcksvampar och riket svampar.   Inga underarter finns listade i Catalogue of Life.